# Barrio Sarmiento I (República Dominicana)
El barrio Sarmiento I es una localidad de la provincia de San Pedro de Macorís, en la República Dominicana.

## Historia
La historia del barrio Sarmiento I de San Pedro de Macorís, República Dominicana, comienza entre los años 1968-1969, cuando alrededor de 150 personas que residían en la comunidad Lengua Afuera a orillas del río Higuamo fueron desalojados por las autoridades competentes del gobierno de Joaquín Balaguer para la construcción del puente sobre el río Higuamo.
Estas personas fueron reubicadas a unos terrenos que pertenecían al Consejo Estatal del Azúcar (CEA), donados por el citado gobierno de los cuales estaban ubicados en la parte este de la provincia de San Pedro de Macorís, que hoy en día se le conoce como barrio Sarmiento en la Avenida Luis Amiama Tió, anteriormente carretera La Romana-San Pedro.
Antes que los residentes fueran trasladados se le evaluaba el costo de sus viviendas y se le otorgaba de doscientos (200.00$RD) a trescientos cincuenta (350.00$RD) pesos dominicanos por el costo de sus viviendas para que así construyeran sus casas en los nuevos terrenos donados por el gobierno. 
Entre las primeras personas que se encontraban en los traslados, estaban el Señor Vicente Ramos, Guadalupe Ramos, Rosa Reyes, Juan de la Cruz, Carmen Cazado y Juan Isidro Germán entre otros.
El nombre del barrio Sarmiento le fue asignado por sus fundadores y el ayuntamiento municipal en honor a un señor que residía en estas inmediaciones conocido como Ingeniero José Antonio Sarmiento Fernández, que era propietario de una gran cantidad de terrenos los cuales estaban sembrados de una gran variedad de matas de mango.
En sus inicios los residentes, se abastecían de agua de un molino de viento que se encontraba en una cuadra perteneciente al Ingenio Porvenir.

## Ubicación geográfica
Siendo su ubicación geográfica al este de la provincia de San Pedro de Macorís, sus límites son: al oeste, la Escuela Laboral y Vocacional de las Fuerzas Armadas y el barrio Enriquillo; al sur, la urbanización Oriental; al norte, la Universidad Central del Este y el barrio Kennedy; y al este, la Zona Franca.

## Densidad demográfica
De acuerdo con la Oficina Nacional de Estadística y el Censo nacional de población y vivienda de 2010, este sector cuenta con una densidad de población de 2.984 niños, 2.325 hombres y 3.334 mujeres, con un total de 8.643) habitantes.

## Recursos naturales

### Flora
Al principio este sector se caracterizaba por la gran abundancia de mangos y caña de azúcar. La flora de este sector es muy diversa destacándose una gran variedad de plantas 

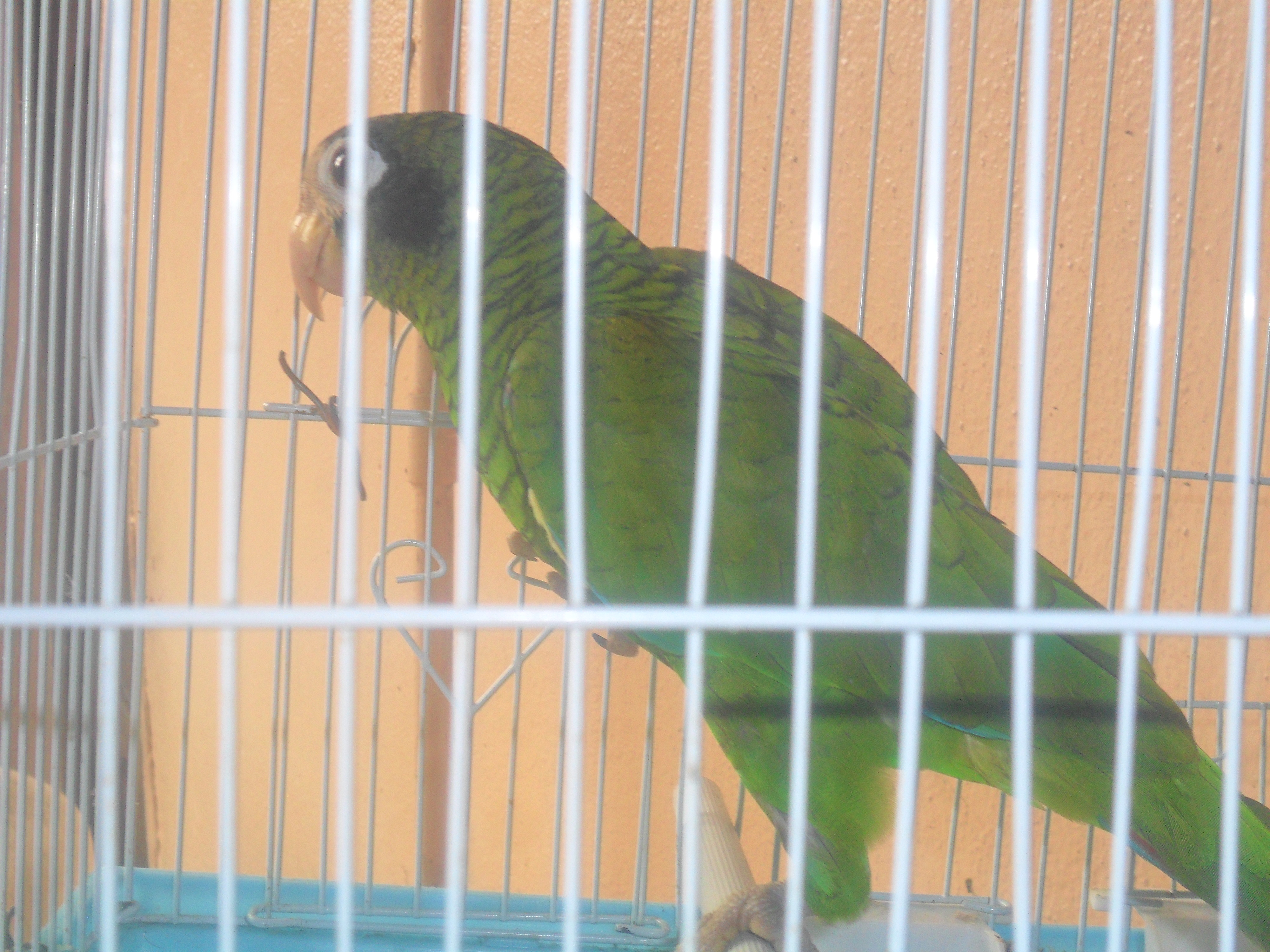
Cotorra doméstica

ornamentales y una diversidad de árboles fructuosos tales como: Álamo, Aguacate (Persea Americana), Mango (Manquifera Indica), Coco (Cocos Nucifera), China (Citrus Sinesis), naranja agria (Citrus Aurantium), pan de Fruta (Artocapus Altilis), Guayaba (Psidium Guajava), guanábana (Annona Muricata) chinola (Pasiflora Eludís), entre otros.                                                                                                

### Fauna
Este sector cuenta con una gran diversidad de fauna, destacándose principalmente los animales domésticos tales como: perros, gatos, patos, gallinas,  cerdos y también una gran variedad de aves silvestres como: cigua palmera, perico, paloma, cotorray el pájaro carpintero.

## Infraestructura
El 90% de las viviendas de este sector son de zinc y Block y otro 10% de Block y techadas de Plato, sus calles se encuentran asfaltadas y cuenta con aceras y contenes.

### Salud
El sector no posee con ningún Centro de Salud de atención primaria, por la cual los moradores se ven en la necesidad de trasladarse a los diferentes Centro de Salud tanto públicos como privados de la provincia.

### Educación
Este barrio cuenta con un pequeño centro educativo privado ubicado en la Calle Tercera, el cual no cubre las necesidades de los estudiantes de dicho sector y los padres se ven en la necesidad de inscribir a sus hijos en las diferentes escuelas públicas y privadas de la provincia.

## Economía
El factor circulante de este sector se obtiene a través de los negocios informales tales como Motoconchos, buhoneros, colmados, salones de belleza, una botellera, frituras y a los negocios privados como moto-préstamos, agencias de muebles y electrodomésticos, compraventas y en parte al sector de Zona Franca.

## Actividades culturales y deportivas

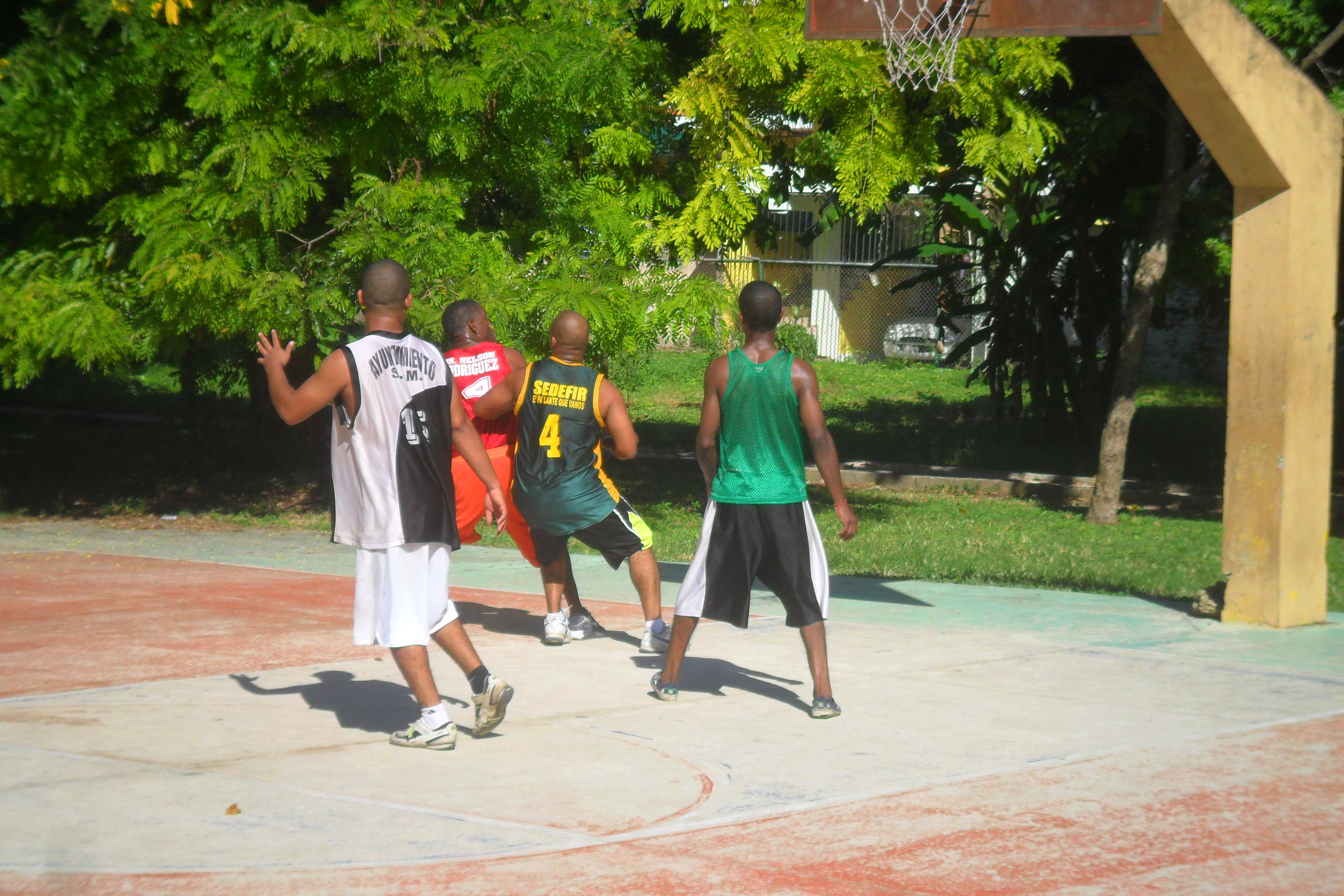
Jóvenes del sector jugando baloncesto

El barrio celebra sus fiestas patronales el 19 de noviembre de cada año por motivos de la fundación del barrio, realizando actividades de rifas, concursos actividades deportivas y bailes de gagá.
El deporte de este barrio es muy variado como el de toda la provincia destacándose el Baseball, Básquetbol, Softball y juegos de Dominó, entre otros. Como el sector no cuenta con centros donde puedan realizar sus actividades deportivas, estos se ven en la necesidad de dirigirse a las diferentes instalaciones más cercanas, a pesar de esto, de este sector han surgido grandes deportistas como el jugador de grandes ligas Jhonny Cueto, y en el boxeo Santos Alvariz apodado, BIMBA, por lo fuerte de su puño.